# Družba za avtoceste v Republiki Sloveniji
Stran DARS kaže sem. Za delno priznano državo v severozahodni Afriki z isto kratico, glej Demokratična arabska republika Sahara.
Družba za avtoceste v Republiki Sloveniji (kratica DARS ali Dars) je bila ustanovljena 7. decembra 1993 kot koncesionar upravljavec in vzdrževalec slovenskega avtocestnega omrežja in omrežja hitrih cest. 
V skladu z zakonom o DARS-u, ki je izšel novembra 2010 pa DARS izvaja posamezne naloge prostorskega načrtovanja, umeščanja v prostor ter pridobivanja zemljišč ter gradnjo, upravljanje in vzdrževanje avtocest in hitrih cest v skladu z zakoni, drugimi predpisi in pogodbami, sklenjenimi na podlagi zakona, ter stvarnopravna razmerja v zvezi z avtocestami.
DARS ima status gospodarske družbe po zakonu, ki ureja gospodarske družbe. Edini ustanovitelj DARS-a je Republika Slovenija.

## Gradnja
Na osnovi posebne koncesijske pogodbe med Republiko Slovenijo in DARS, ta poskrbi za gradnjo posameznega cestnega odseka. V pogodbi so urejeni roki in kvaliteta del(če ni urejeno v drugih predpisih), način in obliko nadzora, pravice in obveznosti v zvezi z upravljanjem in vzdrževanjem, sankcije za kršitve in druge posebnosti.
Ob sklenitvi koncesijske pogodbe Republika Slovenija ustanovi v korist DARS stavbno pravico na zemljiščih, na katerih bo izvajal gradnjo, za obdobje trajanja koncesijske pogodbe. Stavbna pravica je neodplačna.

## Upravljanje in vzdrževanje
DARS upravlja in vzdržuje tiste odseke avtocest in hitrih cest, za katere pridobi koncesijo gradnje in to od dne, ko je cestni odsek dan v promet pa do izteka veljavnosti koncesijske pogodbe. 

### Upravljanje
Upravljanje obsega:
- ustanavljanje služnosti za napeljevanje vodovoda in kanalizacije, elektronskih komunikacijskih omrežij, električnih napeljav, plinovodov ter podobnih objektov in naprav javnega pomena, tako na cesti ali objektu in na zemljišču, na katerem je ustanovljena stavbna pravica;
- izvajanje upravnih nalog kot javno pooblastilo kot:
  - nadzor nad prometno ureditvijo in urejanje prometne ureditve na cesti;
  - organiziranje obveščanja javnosti o stanju cest in prometa na njih;
  - izdajanje soglasij za gradnjo žičniških naprav nad cesto ali ob njej;
  - izdajanje soglasij za izkoriščanje mineralnih surovin ob cesti;
  - izdajanje soglasij za izvajanje del zunaj varovalnega pasu ceste;
  - izdajanje soglasij za izvajanje del v območju ceste, ki bi lahko ovirala ali ogrožala promet, poškodovala cesto ali povečala stroške njenega vzdrževanja;
  - izdajanje soglasij za poseg v cestno telo zaradi gradnje drugega objekta ali naprave;
  - začasna prepoved ali omejitev prometa;
  - izdajanje soglasij za gradnjo ali rekonstrukcijo objektov ali izvajanje kakršnihkoli del na zemljiščih v varovalnem pasu ceste;
  - izdajanje soglasij za gradnjo gospodarske infrastrukture v območju ceste;
  - izdajanje soglasij za vzdrževalna in druga dela na obstoječi gospodarski infrastrukturi;
  - izdajanje dovoljenj za zaporo ceste zaradi del ali prireditev na cesti;
  - odločanje o postavljanju turistične ali druge obvestilne signalizacije;
  - izdajanje soglasij za postavljanje objektov za obveščanje in oglaševanje;
  - izvajanje prekrškovnega nadzora nad plačilom cestnine.

### Vzdrževanje
Dela rednega vzdrževanja se izvajajo po območjih devetih avtocestnih vzdrževalnih baz (ACB Hrušica, Kozina, Ljubljana, Maribor, Murska Sobota, Novo mesto, Postojna, Slovenske Konjice in Vransko) in sedmih izpostavah teh baz, ki so locirane ob avtocestah in hitrih cestah po celotni Sloveniji.
Vzdrževanje cest se deli na redno letno vzdrževanje in zimsko vzdrževanje.